# Государственная транспортная лизинговая компания
Государственная транспортная лизинговая компания (АО «ГТЛК») — крупнейшая (в 2022 году) лизинговая компания России, поставляет в лизинг воздушный, беспилотный авиационный, водный и железнодорожный транспорт, энергоэффективный пассажирский транспорт, городской пассажирский транспорт для отечественных предприятий транспортной отрасли, а также осуществляет инвестиционную деятельность в целях развития транспортной инфраструктуры России.
Единственным акционером компании является Российская Федерация в лице Министерства транспорта РФ и Министерства финансов РФ.
Объём лизингового портфеля ГТЛК превысил 1,5 трлн рублей.
ГТЛК имеет кредитный рейтинг по национальной шкале «AA-(RU)» (развивающийся, на пересмотре) российского рейтингового агентства АКРА, а также ESG-рейтинг от рейтингового агентства АКРА — ESG-B, уровень ESG-4, что соответствует очень высокой оценке в области экологии, социальной ответственности и управления..
8 апреля 2022, в рамках пятого пакета санкций EC, ГТЛК стала единственной лизинговой компанией страны, напрямую попавшей под санкции. Также находится под санкциями США, Великобритании и других стран.

## Цели и задачи
Стратегическая цель ГТЛК — развитие приоритетных сегментов транспортной отрасли и промышленности на разных этапах их жизненного цикла за счет эффективного сочетания уникальной экспертизы и синергии бюджетных и частных инвестиций.
Задачи ГТЛК:
- Реализация государственной поддержки транспортной отрасли: реализация программ некоммерческого лизинга, аренды в сферах транспорта, нуждающихся в государственной поддержке;
- Поддержка отечественного машиностроения: стимулирование спроса на продукцию машиностроения Российской Федерации, формирование консолидированного долгосрочного заказа, импортозамещение;
- Привлечение внебюджетных инвестиций в развитие транспортной отрасли: привлечение внебюджетных инвестиций за счет механизма софинансирования программ и проектов с использованием средств уставного капитала, средств, полученных от его инвестирования, субсидий федерального бюджета и привлеченных средств;
- Цифровая трансформация: оказание услуг для поддержки транспортной отрасли и отечественного машиностроения в качестве цифрового партнера.

Основные направления деятельности:
- Лизинг и аренда воздушного транспорта: магистральных и региональных самолётов, вертолётов. По состоянию на 30.09.2023 авиапарк ГТЛК насчитывает 378 воздушных судов, общий объём инвестиций в авиационную промышленность составляет более 461 млрд рублей.
- Лизинг водного транспорта: морских и речных судов (сухогрузов, нефтеналивных танкеров, грузопассажирских паромов и пр.), а также портового оборудования. По состоянию на 30.09.2023 флот ГТЛК насчитывает 286 судов различного типа, общий объём инвестиций в судостроительную отрасль составляет более 354 млрд рублей.
- Лизинг и операционная аренда железнодорожной техники: электропоездов, полувагонов, цистерн, крытых вагонов, платформ, зерновозов и других видов вагонов. По состоянию на 30.09.2023 парк железнодорожной техники ГТЛК, переданной в лизинг, аренду, составляет 98,6 тысяч вагонов, парк с учётом законтрактованных вагонов — 106 тысяч единиц. Общий объём инвестиций компании в вагоностроение составляет 439,9 млрд рублей.
- Лизинг автотранспорта: городского пассажирского транспорта, в том числе работающего на газомоторном топливе и электротяге, карьерной техники и др. По состоянию на 30.09.2023 общий объём закупок ГТЛК автотранспорта и спецтехники составляет 18,3 тыс. единиц, объём инвестиций компании в отрасль составляет более 136 млрд рублей.
- Лизинг цифровых активов. В 2020—2023 гг. ГТЛК поставила российским компаниям 52 тыс. ед. телекоммуникационного оборудования.

## Участие ГТЛК в нацпроектах, реализация программ и инвестпроектов
Национальные проекты
ГТЛК принимает участие в реализации:
- Национального проекта «Безопасные качественные дороги» (БКД) в части обновления подвижного состава наземного общественного пассажирского транспорта. По состоянию на 30.09.2023 в рамках мероприятия нацпроекта БКД ГТЛК передала в лизинг 1740 единиц городского пассажирского транспорта (1408 автобусов, 272 троллейбусов и 60 трамваев).
- Национального проекта «Комплексный план модернизации и расширения магистральной инфраструктуры» (КПМИ) в части строительства комплекса перегрузки угля «Лавна» в морском порту Мурманск. Проектная мощность терминала — 18 млн тонн угля в год. Работа комплекса будет способствовать решению стратегической задачи по переориентации грузовой базы на отечественные портовые мощности и формированию новых рынков сбыта для российских экспортеров, откроет прямой выход в нейтральные воды и выход к расширенному Северному морскому пути.
- Федерального проекта «Цифровые технологии» национальной программы «Цифровая экономика Российской Федерации» в части внедрения «сквозных» цифровых технологий и платформенных решений преимущественно на основе отечественных разработок. Компания поставляет в лизинг на льготных условиях телекоммуникационное цифровое оборудование, программно-аппаратные комплексы, инженерные системы для предприятий приоритетных отраслей экономики и социальной сферы.

Программы с государственным участием (софинансированием)
ГТЛК реализует 10 программ лизинга с государственным участием:
- Лизинг самолётов SSJ-100. Общий объём инвестиций в программу — 95,8 млрд рублей, из которых 45,8 млрд рублей приходится на бюджетные инвестиции. Объём закупки — 46 ед.
- Лизинг вертолётов. Общий объём инвестиций в программу — 60,3 млрд рублей, из которых 26 млрд рублей приходится на бюджетные инвестиции. Объём закупки — 156 ед.
- Лизинг Л-410. Общий объём инвестиций в программу — 7,8 млрд рублей, из которых 4,2 млрд рублей приходится на бюджетные инвестиции. Объём закупки — 19 ед.
- Лизинг Ил-114-300. Общий объём инвестиций в программу — 4,3 млрд рублей, из которых 3,9 млрд рублей приходится на бюджетные инвестиции. Объём закупки — 3 ед.
- Лизинг водного транспорта. Общий объём инвестиций в программу — 70,5 млрд рублей, из которых 45,6 млрд рублей приходится на бюджетные инвестиции. Объём закупки — 83 ед.
- Лизинг паромов. Общий объём инвестиций в программу — 10 млрд рублей, из которых 5,5 млрд рублей приходится на бюджетные инвестиции. Объём закупки — 2 ед.
- Лизинг городского пассажирского транспорта. Общий объём инвестиций в программу в период 2020—2024 гг. — свыше 40 млрд рублей, из которых 19,4 млрд рублей приходится на бюджетные инвестиции. Объём закупки — 2,3 тыс. ед.
- Лизинг энергоэффективного транспорта. Общий объём инвестиций в программу — 11,1 млрд рублей, из которых 4,9 млрд рублей приходится на бюджетные инвестиции. Объём закупки — 923 ед.
- Лизинг цифровых активов. Общий объём инвестиций в программу — 8,6 млрд рублей, из которых 3 млрд рублей приходится на бюджетные инвестиции. Планируется реализовать более 10 проектов.
- Лизинг автомобильной и дорожной техники. Общий объём инвестиций в программу — 29,9 млрд рублей, из которых 10 млрд рублей приходится на бюджетные инвестиции. Объём закупки — 7,6 тыс. ед.

Инвестиционные проекты с использованием средств Фонда национального благосостояния (ФНБ)
ГТЛК реализует 4 инвестиционных проекта с привлечением средств ФНБ, утвержденных Правительством Российской Федерации в начале 2023 года:
- Приобретение подвижного состава наземного общественного пассажирского транспорта для последующей передачи в лизинг. Проект предусматривает приобретение и передачу в лизинг российским транспортным компаниям 4130 автобусов российского производства в 2023—2024 гг. Общий объём инвестиций в проект составит 73,3 млрд рублей (из них 44 млрд рублей приходится на средства ФНБ и 29,3 млрд рублей — на заемное финансирование).
- Приобретение воздушных судов для последующей передачи в лизинг национальному перевозчику в Дальневосточном федеральном округе. Проект предусматривает приобретение и передачу в лизинг Дальневосточной авиакомпании (АО "Авиакомпания «Аврора») 39 воздушных судов российского производства в 2023—2026 гг. Общий объём инвестиций в проект составит 55,1 млрд рублей (из них 49,6 млрд рублей приходится на средства ФНБ и 5,5 млрд рублей — на заемное финансирование).
- Приобретение вертолётов российского производства для последующей передачи в лизинг для нужд российских авиакомпаний. Проект предусматривает приобретение и передачу в лизинг российским авиакомпаниям 86 вертолётов в 2023—2025 гг. Общий объём инвестиций в проект составит 44,5 млрд рублей (все — из средств ФНБ).
- Программа льготного лизинга гражданских судов водного транспорта. Проект предусматривает приобретение и передачу в лизинг российским судоходным компаниям 260 водных судов российского производства в 2023—2028 гг. Общий объём инвестиций в проект составит 231 млрд рублей (из них 136 млрд рублей приходится на средства ФНБ, 10 млрд рублей — на бюджетные инвестиции и 85 млрд рублей — на заемное финансирование).

***В начале 2023 года создан инвестзаказ от государства, в рамках данной программы в 2023—2028 годах на российских судоверфях запланировано строительство не менее 260 судов (119 грузовых, 73 пассажирских, 10 рыбопромысловых, 27 дноуглубительных, один плавдок, пять крупнотоннажных и пять буксирных судов, 20 барж); инициатором и исполнителем проекта является ГТЛК.

## Партнеры и клиенты
Основными клиентами ГТЛК являются транспортно-логистические и строительные компании, муниципальные транспортные и коммунальные предприятия, региональные органы власти, российские и зарубежные авиакомпании, операторы железнодорожного и водного транспорта и др.

## Показатели деятельности
- № 1 в сегменте лизинга водного транспорта по итогам 9 месяцев 2023 года (доля на российском рынке — 68 %)[12];
- № 1 в сегменте лизинга железнодорожного транспорта по итогам 9 месяцев 2023 года (доля на российском рынке — 34 %)[13];
- № 1 в сегменте лизинга авиационного транспорта по итогам 9 месяцев 2023 года (доля на российском рынке — 55 %)[14];
- № 1 в сегменте лизинга городского пассажирского транспорта по итогам 9 месяцев 2023 года (доля на российском рынке — 32 %)[15];
- № 1 по объёму нового бизнеса[16] и портфеля в сфере операционного лизинга[17] в России;
- Общий объём портфеля ГТЛК по итогам 9 месяцев 2023 года составляет 1,43 трлн рублей[18];
- Объём нового бизнеса ГТЛК по итогам 9 месяцев 2023 года составляет 153 млрд рублей[19];
- Активы ГТЛК составляют 919,9 млрд рублей (по данным МСФО за 1П2023[20]);
- Общий объём инвестиций ГТЛК в транспортную отрасль в течение 2009—2023 гг. составляет 1,585 трлн рублей;
- По состоянию на конец 2023 года ГТЛК заказала на российских заводах свыше 136 тысяч единиц техники.

### Рейтинговые оценки
- Рейтинговое агентство АКРА в 2017 году присвоило ГТЛК рейтинговую оценку A+(RU) со стабильным прогнозом. Рейтинг ежегодно подтверждался, в 2021 году был повышен до AA-(RU), подтвержден в в 2022—2025 гг. В 2023 году компании был присвоен ESG-рейтинг на уровне ESG-4 (AA-), в 2024 повышен до ESG-3 (AA)[21].
- Рейтинговое агентство «Эксперт РА» в 2021 году присвоило компании рейтинговую ESG-оценку ESG-III, подтвердило её в 2022 году. В 2023 году рейтинг был отозван. В 2024 году присвоен рейтинг кредитоспособности ruAA- со стабильным прогнозом[22].